# Przechowo (gromada)
Przechowo – dawna gromada.
Gromadę Przechowo z siedzibą GRN w Przechowie (obecnie w granicach Świecia) utworzono w powiecie świeckim w woj. bydgoskim, na mocy uchwały nr 24/12 WRN w Bydgoszczy z dnia 5 października 1954. W skład jednostki weszły obszary dotychczasowych gromad Przechowo i Głogówko Królewskie a także wsie Polski Konopat i Terespol oraz przysiółek Wyrwa-Młyn z dotychczasowej gromady Polski Konopat ze zniesionej gminy Świecie, wreszcie obszary dotychczasowych gromad Niedźwiedź i Wielki Konopat ze zniesionej gminy Gruczno, w tymże powiecie. Dla gromady ustalono 25 członków gromadzkiej rady narodowej.
31 grudnia 1961 z gromady Przechowo wyłączono wieś Przechowo, część wsi Przechówko (parcele 109–111, 112/1–112/3, 113–125, 105/2, 106/2, 107/2 i 108/2), część wsi Polski Konopat (parcele 28/2–30/2, 31, 32, 33/2 i 34/2), część osady Żurawia Kępa (parcele 1–11, 35–40 i 38a) i część wsi Wielki Konopat (parcele 1–13, 14/1, 81–86, 161–164, 173 i 174), włączając je do miasta Świecia, po czym gromadę Przechowo zniesiono, włączając jej (pozostały) obszar do gromad Świecie (wsie Głogówko Królewskie, Wielki Konopat i Kozłowo oraz osada Żurawia Kępa), Gruczno (wieś Niedźwiedź) i Przysiersk (wieś Polski Konopat) w tymże powiecie.